# IC 394
IC 394 је ознака објекта на координатама са ректансцензијом 4h 48m 48,0s и деклинацијом - 6° 16" 0'. Открио га је Гијом Бигурдан, 5. децембра 1888. Каснијим посматрањима на том положају није уочен никакав астрономски објекат.